# ウロン酸
ウロン酸（ウロンさん、uronic acid）とは、単糖を酸化して得られる誘導体のうち、主鎖の末端のヒドロキシメチル基 (-CH2OH) がカルボキシ基 (-CO2H) に変換された、カルボン酸の総称である。

## 構造

β-D-グルクロン酸の構造式

炭素鎖が5つ以上のウロン酸は、通常、ピラノースやフラノースのような、環状構造をしている。また、アルドン酸やアルダル酸と同様に、ウロン酸も分子内で脱水縮合してラクトンを作る。

## 合成
ウロン酸に分類される化合物の中は、例えばグルクロン酸のように必要に応じて生体内でも合成されている物も存在する。
なお、ウロン酸は、単糖の炭素鎖は開裂させない程度の強さの適切な酸化剤を用いて、単糖の末端のヒドロキシメチル基を、2段階に酸化、つまり、アルデヒド基で酸化を止めずに、カルボキシ基にまで酸化して合成する。
この際、特に単糖の1位にアルデヒド基を有している場合には、予め保護基を付けておくなど、何らかの対処法で、他の関係無い部位が酸化されないようにする。なお、保護基を結合させた場合は、ヒドロキシメチル基をカルボキシ基にまで酸化した後で、適切な方法で除去する。

## 化合物例
- アラビノン酸
- フルクツロン酸
- タガツロン酸
- グルクロン酸 - グルコースのウロン酸。
- イズロン酸
- ガラクツロン酸 - ガラクトースのウロン酸。
- マンヌロン酸 - マンノースのウロン酸。
- グルロン酸